# Bandiera della Corea del Sud
La bandiera della Corea del Sud è bianca con al centro un Taegeuk rosso e blu, mentre in ognuno dei quattro angoli del campo bianco sono presenti quattro trigrammi tratti dall'antico testo classico cinese Libro dei mutamenti (I Ching in cinese, Yeok in coreano) rappresentanti il cielo, la terra, l'acqua e il fuoco.

## Storia
In coreano la bandiera viene chiamata Taegukgi e venne disegnata nel 1882 durante il regno dell'imperatore Gojong di Corea da Bak Yeong-hyo, ambasciatore coreano in Giappone. Gojong proclamò la Taegukgi come bandiera ufficiale della Corea il 6 marzo 1883 e la stessa venne adottata dalla Corea del Sud dopo la seconda guerra mondiale e con la divisione della penisola coreana.

## Simbologia
Il campo della bandiera è di colore bianco, un colore tradizionale nella cultura coreana, comune nell'abbigliamento quotidiano dei coreani del XIX secolo e che continua a comparire nelle versioni moderne dei costumi tradizionali, come il hanbok. Questo colore simboleggia la pace e la purezza.
Il taegeuk al centro della bandiera rappresenta l'equilibrio nel mondo. Ispirato al I Ching cinese e alla filosofia Taiji, noto in Occidente come Yin e Yang, la metà blu simboleggia l'energia negativa (Yin), mentre la metà rossa rappresenta l'energia positiva (Yang).
Insieme, i trigrammi esprimono movimento e armonia come principi fondamentali. Ognuno di essi rappresenta uno dei quattro elementi classici, come descritto di seguito:
| Trigram | Nome coreano  | Corpo celeste  | Stagione           | Direzione cardinale | Virtù                 | Famiglia        | Elemento naturale | Significato               | Tessuto sociale              |
| ------- | ------------- | -------------- | ------------------ | ------------------- | --------------------- | --------------- | ----------------- | ------------------------- | ---------------------------- |
|         | geon (건; 乾) | cielo (천; 天) | estate (하; 夏)    | sud (남; 南)        | saggezza (인; 仁)     | padre (부; 父)  | aria (천; 天)     | giustizia (정의; 正義)    | I forti rimangono uniti.     |
|         | gon (곤; 坤)  | terra (지; 地) | inverno (동; 冬)   | nord (북; 北)       | rettitudine (의; 義)  | madre (모; 母)  | terra (토; 土)    | vitalità (생명력; 生命力) | I deboli rimangono uniti.    |
|         | ri (리; 離)   | sole (일; 日)  | primavera (춘; 春) | est (동; 東)        | cortesia (례; 禮)     | figlia (녀; 女) | fuoco (화; 火)    | fruizione (결실; 結實)    | I forti proteggono i deboli. |
|         | gam (감; 坎)  | luna (월; 月)  | autunno (추; 秋)   | ovest (서; 西)      | intelligenza (지; 智) | figlio (자; 子) | acqua (수; 水)    | saggezza (지혜; 智慧)     | I deboli proteggono i forti. |

## Bandiere storiche

Bandiera di Goryeo (XIV secolo)
Bandiera di Joseon (XIX secolo)
Bandiera dell'Impero coreano (1897-1910)
Bandiera del Governo provvisorio della Repubblica di Corea (1919-1945)
Bandiera della Repubblica Popolare di Corea (1945-1946)
Bandiera degli Stati Uniti, vista durante il Governo Militare degli Stati Uniti in Corea (1945-1948)
Prima bandiera sudcoreana (1945-1948)
Seconda bandiera sudcoreana (1948-1949)
Terza bandiera sudcoreana (1949-1984)
Quarta bandiera sudcoreana (1984-1997)
Quinta bandiera sudcoreana (1997-2011)
Sesta bandiera sudcoreana (2011-presente)
Bandiera dell'unificazione coreana